# Anourosorex yamashinai
Anourosorex yamashinai — вид комахоїдних ссавців з родини мідицевих (Soricidae).

## Морфологічна характеристика
Довжина голови й тулуба від 5 до 9,8 сантиметрів. Хвіст досягає в довжину 7–13 міліметрів, а задні лапи — 11–16 міліметрів. Як і у всіх видів роду, хвіст дуже короткий і тонкий. Вид схожий на Anourosorex squamipes, але значно менший і має коротший хвіст. Спина і черевце однорідно від темно-сірого до коричневого кольору, черевна сторона трохи світліша. Передні лапи мають значно збільшені кігті.
Череп має максимальну довжину від 23 до 26 міліметрів. Як і всі види роду, вид має один різець, два ікла, один премоляр і три моляри на верхній щелепі. На кожній половині нижньої щелепи є лише один ікло. Всього у тварин 26 зубів. Треті моляри зменшуються як на верхній, так і на нижній щелепі.

## Середовище проживання
Цей вид є ендемічним для Тайваню. Він займає висоту від 300 до 3000 метрів над рівнем моря. Цей вид мешкає в субтропічних, змішаних листяних і хвойних лісах, а також у альпійській тундрі, його ловили на сільськогосподарських полях, у прибережних лісах і карликовому бамбуку. Найбільш поширений у листяних лісах (1500–2500 метрів над рівнем моря).

## Спосіб життя
Як і інші види роду, A. yamashinai пристосований до підземного способу життя, але також знаходить частину їжі в ґрунтовому покриві. Як і в інших мідиць, раціон складається з комах, черв'яків та інших безхребетних.